# Tesařík zavalitý
Tesařík zavalitý (Ergates faber) je brouk z čeledi tesaříkovitých, dorůstající velikosti 23 až 60 milimetrů. V České republice je zákonem chráněný (v kategorii silně ohrožené druhy) a v Červené knize je uveden jako ohrožený druh. Rozšířen je ve střední a jižní Evropě, na Ukrajině, na Kavkaze, v Turecku a v severní Africe. V horách se nachází ve výškách až 1000 m nad mořem. Jeho živnou rostlinou jsou borovice.